# Percivall Pott
Percivall Pott (né à Londres le 6 janvier 1714 - mort le 22 décembre 1788, à Londres, à 74 ans) est un chirurgien britannique qui est surtout connu pour ses travaux sur la tuberculose des vertèbres (« mal de Pott »). Il a également travaillé sur les fractures et il est passé à la postérité pour avoir été le premier à suspecter le rôle des goudrons dans l'apparition des cancers.
Il a repris le travail du chirurgien Abu Al-Qasim avait commencé en matière de tuberculose de la colonne vertébrale[réf. nécessaire].

## Les fractures de cheville
Parmi les premières observations concernant le mécanisme des lésions traumatiques de la cheville, figurent les études de Sir Percival Pott, lequel dans un article intitulé "Some Few General Remarks on Fractures and Dislocations," publié en 1768, tente d'établir une corrélation entre les signes cliniques observés au cas par cas et le mécanisme du traumatisme en cause.
Pott décrit ainsi une fracture de la fibula, 2 à 3 pouces (5 à 7 cm) au-dessus de sa styloïde associée à une rupture du ligament deltoïde et à la luxation externe du talus. N'ayant pas évoqué la lésion de la syndesmose associée à ce type de fracture de la fibula, Pott décrit une lésion virtuelle.
Au cours des 150 années qui suivent, la majorité des études expérimentales pour reproduire des lésions de la cheville est le travail des français : Dupuytren, Maisonneuve, Nélaton…

## La tuberculose osseuse
Le nom de Pott reste attaché à la tuberculose des vertèbres ("mal de Pott").
Il s'agit d'une spondylodiscite, c'est-à-dire une infection d'un disque intervertébral ou des corps vertébraux adjacents, due au bacille de la tuberculose. Il s'agit d'une urgence médicale qui nécessite une prise en charge rapide, une antibiothérapie lourde et longue (12 mois de traitement) et parfois un traitement chirurgical orthopédique.
NB :  Pott, s'il décrivit effectivement cette maladie, ne fit pas le lien de celle-ci avec la tuberculose .

## Le précurseur de l'épidémiologie des cancers
Pott s’est également illustré par une étude clinique datant de 1775 sur le cancer du scrotum des petits ramoneurs de Londres.
Ce travail, novateur pour l’époque, a prouvé pour la première fois qu’une substance chimique (en l’occurrence des résidus de houille imbrûlée contenus dans les suies) pouvait causer un cancer par contact cutané prolongé. Pott est ainsi considéré comme un précurseur de l’épidémiologie des cancers ; il a ouvert la voie aux recherches dans le domaine de la cancérogénèse expérimentale.
Malgré les conséquences sanitaires épouvantables de ces conditions de travail insalubres, il a fallu attendre 1840 pour que le travail de ramoneur soit interdit aux enfants de moins de 10 ans.
Le pouvoir cancérogène des goudrons sera confirmé expérimentalement 140 ans plus tard par le médecin et biologiste japonais Katsusaburō Yamagiwa, (1863-1930) qui sera le premier avec le biologiste K. Ishikawa à provoquer un cancer expérimental, dans les années 1914-1916. Alors que diverses tentatives antérieures avaient échoué, ces deux chercheurs badigeonnent de goudron, deux à trois fois par semaine la face interne de l’oreille de lapins sur laquelle n’apparaît jamais de tumeur spontanée. Au bout de deux à trois mois apparaissent des papillomes qui se développent puis évoluent vers un cancer. Ultérieurement des cancers comparables de la peau devaient être provoqués de la même façon, facilement chez la souris, plus difficilement chez le rat, tandis que la même expérience se révélera toujours infructueuse chez le chien.
Même si quelques cas anecdotiques sont encore signalés, ce cancer a pratiquement disparu de nos jours, à la suite du remplacement quasi généralisé des goudrons de houille par des hydrocarbures dérivés du pétrole, dont le potentiel cancérogène est bien moindre.